# Salt and Sanctuary
Salt and Sanctuary – компьютерная ролевая игра в жанре Action/RPG с элементами платформера, разработанная и выпущенная студией Ska Studios для PlayStation 4 в 2016 году. В дальнейшем игра была портирована на Microsoft Windows, macOS, Linux, PlayStation Vita, Xbox One и Nintendo Switch. Создатели игры брали за образец серии Souls и Castlevania, и выполненная в духе тёмного фэнтези Salt and Sanctuary содержит схожий с ними геймплей. В ходе игры управляемый игроком персонаж обследует таинственный остров, куда его забросило кораблекрушение; игру отличает двухмерная графика, нарисованная от руки в характерном стиле. Игра получила положительные отзывы критиков, которые высоко оценили стилизованную графику и игровой процесс; многие обозреватели описывали игру как «Dark Souls в 2D», но отмечали, что игре удалось найти собственный стиль.

## Геймплей
Salt and Sanctuary представляет собой двухмерную игру с видом сбоку. В ходе игры управляемый игроком персонаж исследует обширный мир игры и сражается с различными противниками. Боевая система игры очень схожа с боевой системой игр серии Souls, хотя и переносит её из трехмерного пространства в двухмерное: так, во время боя игрок должен следить за шкалой выносливости — каждое действие, будто то удар, блок или перекат, отнимает часть этой шкалы. Персонаж может найти в мире Salt and Sanctuary разнообразное оружие, доспехи и кольца, причем вес надетого на героя вооружения и доспехов влияет на его скорость передвижения. Точно так же, как и в серии Souls, у оружия есть определенные характеристики прироста урона в зависимости от силы и ловкости персонажа. Помимо оружия ближнего боя, персонаж может использовать магию и дальнобойные атаки. В течение игры персонаж может получить новые навыки — они распределены на обширном ветвящемся древе, схожем с деревьями навыков в Final Fantasy X или Path of Exile; такой подход предлагает игроку большой выбор, но заставляет его специализироваться. В Salt and Sanctuary нет карты, так что игрок должен запоминать расположение локаций относительно друг друга. Побеждая врагов, персонаж собирает соль — ценный ресурс, схожий с «душами» из серии Souls; соль можно потратить на увеличение уровня персонажа или усовершенствование его оружия, но в случае гибели персонажа вся накопленная соль теряется. Её можно вновь подобрать, вернувшись на место гибели, но если персонаж погибнет снова, соль будет потеряна безвозвратно. Salt and Sanctuary включает в себя возможность локальной кооперативной игры для двух игроков — при этом один из игроков управляет обычным персонажем, как и в однопользовательской игре, а второй — призванным «наёмником». Игроки могут как помогать друг другу в прохождении, так и — с помощью специального предмета — сразиться друг с другом. Игра по сети не предусмотрена.

## Сюжет
Мир Salt and Sanctuary выполнен в духе тёмного фэнтези. Согласно описанию разработчиков, во всем мире уже столетия идёт война, но остров, где происходит действие игры, остаётся в стороне от военных действий. «Святилища» (англ. Sanctuaries) — это немногие безопасные места, где странники могут чувствовать себя в безопасности. Игровой персонаж Salt and Sanctuary в качестве телохранителя сопровождает в морском плавании принцессу, которая должна выйти замуж за заморского принца, чтобы прекратить многолетнюю войну. Корабль, где они находятся, подвергается нападению морских разбойников и сразу же за этим — чудовищного «крикена» (англ. Kraekan). Вне зависимости от того, удастся ли игроку одолеть этого противника или нет, корабль терпит крушение на берегу безымянного острова. В течение игры персонаж исследует остров, встречает различных персонажей и собирает соль, которая в мире игры обладает чудесными силами. Позже выясняется, что островом правит могущественное существо, известное как Безымянный Бог (англ. Nameless God). Безымянный Бог — в действительности «солерождённый», то есть смертный человек — создал различные места на острове по образу и подобию различных замков и катакомб из других частей мира и собирает мистические силы, чтобы стать настоящим божеством; принцесса с самого начала должна была стать жертвой для этого бога. Победив Безымянного Бога, игровой персонаж может по выбору игрока покинуть остров через волшебный колодец либо забрать себе шлем Безымянного Бога и занять его место хозяина острова.

## Разработка и выпуск
Salt and Sanctuary была разработана американской студией Ska Studios, состоящей всего из двух человек — супругов Джеймса и Мишель Сильва. Супруги Сильва анонсировали игру в письме, опубликованном в 28 августа 2014 года в официальном блоге PlayStation. Создавая игру, разработчики вдохновлялись в равной мере серией Souls, серией Castlevania, в частности, игрой Symphony of the Night и более поздними играми для Nintendo DS, а также собственной серией игр The Dishwasher, особенно The Dishwasher: Vampire Smile. Как и в предыдущих играх Ska Studios, вся графика в игре была нарисована и анимирована от руки; характерный стиль нарисованной от руки графики изначально принадлежал Джеймсу Сильве, но и Мишель научилась его имитировать. Большинство локаций игры изображены в блеклых тонах и лишены ярких красок — это подчеркивает, каким мрачным и опасным является окружающий мир; напротив, Святилища отличаются теплыми цветами. Создавая дизайн противников, разработчики выражали свою любовь к разного рода средневековым и готическим чудовищам, а также монстрам из фильмов ужасов. На разработку игры ушло около двух с половиной лет, хотя основные системы были созданы до того, как разработка началась всерьез.. В игру не вошли многие изначально задуманные механики и элементы игры — как, например, онлайн-элементы, разные деревья навыков для разного оружия и гораздо более сложная система усовершенствования снаряжения; от части подобного контента разработчики отказались, чтобы не переусложнять игру, а от части — просто потому, что на его создание не хватало времени и сил.
Игра была выпущена для PlayStation 4 во всем мире 15 марта 2016 года и для Microsoft Windows 17 мая 2016 года. Игра также вышла на PlayStation Vita 28 марта 2017 года. Версия для Nintendo Switch, разработанная студией BlitWorks, был выпущен во всем мире 2 августа 2018 года через Nintendo eShop; 11 декабря 2018 года для этой консоли была выпущена и версия на физическом носителе под названием Salt and Sanctuary: Drowned Tome Edition.

## Отзывы и награды
| Сводный рейтинг       | Сводный рейтинг                    |
| Агрегатор             | Оценка                             |
| --------------------- | ---------------------------------- |
| GameRankings          | - 84,39 % (PS4) - 80,50 % (Switch) |
| Metacritic            | 84 % (PS4) 84 % (PC) 82 % (Switch) |
| «Критиканство»        | 85 %                               |
| Иноязычные издания    |                                    |
| Издание               | Оценка                             |
| Eurogamer             | «Рекомендовано»                    |
| Game Informer         | 8,5/10                             |
| GameSpot              | 8/10                               |
| IGN                   | 8,6/10                             |
| Polygon               | 9/10                               |
| Русскоязычные издания |                                    |
| Издание               | Оценка                             |
| «Игромания»           | 7,5/10                             |
| «Игры Mail.ru»        | 8,0/10                             |

Игра получила преимущественно положительные оценки обозревателей.
Большинство обозревателей так или иначе называли Salt and Sanctuary вторичной по отношению Souls и особенно Dark Souls. Джеффри Матулеф с сайта Eurogamer уподоблял игру творчеству подростка, которому очень хотелось сделать свою Dark Souls — «но который при этом по-настоящему хорош в геймдизайне»; Максим Еремеев с Игры Mail.ru называл ее «беззастенчивой копией культовой ролевой игры», Сергей Непрозванов из «Игромании» полагал, что игра откровенно нацелена на аудиторию поклонников Dark Souls, и что версия игры для ПК вышла в неудачный момент, в разгар ажиотажа вокруг Dark Souls 3 — «кому же сейчас может приглянуться его двумерный подражатель?».
Летом 2018 года, благодаря уязвимости в защите Steam Web API, стало известно, что точное количество пользователей сервиса Steam, которые играли в игру хотя бы один раз, составляет 400 674 человека.